# Knafljev prehod
Knafljev prehod je ime ulice za pešce v starem mestnem jedru Ljubljane. Imenuje se po Luki Knaflju (1621–1671), ustanovitelju Univerzitetne ustanove Lukasa Knaffla za kranjske študente na Univerzi na Dunaju, ki je obstajala od leta 1676 do 1918. Je zelena parkovna cona, ob kateri se nahaja več gostinskih obratov.

## Zgodovina
Pasaža je nastala leta 1958. Poimenovana je po današnji Tomšičevi ulici, ki se je od leta 1876 do 1941 in nato leta 1948 imenovala Knafljeva ulica.

## Položaj
Do pasaže se lahko pride z Wolfove ulice skozi pasažo pri hišni št. 8 ali s Slovenske ceste 30 v križišču s Tomšičevo ulico.

## Spomenik Josipu Murnu
Leta 2002 so v parku ob Knafljevem prehodu postavili bronast doprsni kip Josipa Murna Aleksandrova (1879–1901), enega najpomembnejših slovenskih pesnikov 20. stoletja. Spomenik je postavila in oblikovala Eva Tršar Andlovic.